# Targino Raimundo de Figueiredo
Targino Raimundo de Figueiredo foi um político brasileiro do estado de Minas Gerais. Foi eleito deputado estadual de Minas Gerais para a 6ª legislatura (1963 - 1967), pelo MDB.